# Max Zipfel
Max Fürchtegott Zipfel (* 26. Juli 1883 in Dresden; † 13. Juli 1964 in Schwarzenberg im Erzgebirge) war ein deutscher evangelisch-lutherischer Pfarrer und Politiker (CDU). Er war von 1954 bis 1958 Abgeordneter der Volkskammer der DDR.

## Leben
Zipfel wurde in einer kinderreichen Familie als Sohn eines Volksschullehrers geboren. Er studierte nach dem Besuch des Gymnasiums Theologie an der Universität Leipzig und wurde Geistlicher und Pfarrer. Nach einer kurzen Zeit als Lehrer in Roßwein erhielt er im November 1909 in Freiberg seine Ordination als Pfarrer. Ab 1926 war er Pfarrer der Evangelisch-Lutherischen Kirchgemeinde St. Georgen Schwarzenberg.
Nach dem Zweiten Weltkrieg schloss er sich 1945 der Christlich-Demokratischen Union Deutschlands (CDU) an und wurde Mitglied des CDU-Kreisvorstandes Schwarzenberg und des CDU-Bezirksvorstandes Karl-Marx-Stadt. Zipfel gehörte er dem Friedensrat der DDR an und war Mitglied der christlichen Studienkommission des Friedensrates. Außerdem war er Mitglied des Kreisausschusses Schwarzenberg und des Bezirksausschusses Karl-Marx-Stadt der  Nationalen Front. Im Oktober 1954 wurde er mit dem Mandat der CDU in die Volkskammer gewählt, der er bis 1958 angehörte.
Pfarrer i. R. Max Zipfel starb kurz vor Vollendung seines 81. Lebensjahres am 13. Juli 1964 in Schwarzenberg.